# باتريك زوسكيند
باتريك زوسكيند Patrick Süskind (ولد في أمباخ 26 مارس 1949) كاتب وروائي ألماني.
من أشهر أعماله رواية العطر Das Parfum, التي حُولَتْ إلى فيلم عطر: قصة قاتل

## حياته
ولد باتريك زوسكيند في مدينة أمباخ الواقعة على بحيرة شتارنبرج في منطقة جبال الألب في الجنوب الألماني.و درس التاريخ في ميونخ.
وكان والده فيلهلم إيمانويل زوسكيند كاتباً ومترجماً ومعاوناً في صحيفة زوددويتش تسايتونج Süddeutsche Zeitung «بالعربية: جنوب ألمانيا», وكذلك كان أخوه الأكبر مارتين زوسكيند يعمل صحفياً.
بعد أن حصل باتريك على الشهادة الثانوية درس التاريخ في جامعة ميونخ، في الفترة من عام 1968 حتى 1974. عمل بعد ذلك في أعمال وأماكن مختلفة، وكتب عدة قصص قصيرة وسيناريوهات لأفلام سينمائية.
ولم يكن يعطي أحاديث يبيتنتنغ، وكان يفضل العزلة والاختباء من أضواء الشهرة، وكذلك كان يرفض قبول جوائز أدبية كانت تمنح له، مثل جائزة توكان.
وفي ليلة العرض الأول لفيلم عطر: قصة قاتل المأخوذ عن روايته، لم يحضر زوسكيند.
وفي الحوار الذي كتبه لفيلم روسيني Rossini، يصور زوسكيند حياته الخاصة بطريقة ساخرة، فشخصية الفيلم، وهو كاتب، يرفض أن يتقاضى أجراً كبيراً مقابل تحويل كتابه إلى فيلم. حتى أنه لاتوجد له صور فوتوغرافية إلا نادراً.
وفي عام 1987 حصل زوسكيند على جائزة جوتنبرج لصالون الكتاب الفرانكفوني السابع في باريس. وهو يعيش حالياً ما بين ميونخ وباريس متفرغاً للكتابة.

## إنتاجه الأدبي
تعد رواية العطر Das Parfum هي أشهر أعمال باتريك زوسكيند، وقد ترجمت إلى حوالي 46 لغة من ضمنها العربية التي ترجمها نبيل الحفار ونشرتها دار المدى، وبيع منها ما يقرب من 15 مليون نسخة حول العالم.
وحولت في عام 2006 إلى فيلم سينمائي أخرجه المخرج الألماني توم تايكوير، وقد اشترى داستن هوفمان حقوق الراوية لتحويلها إلى فيلم سينمائي ب 10 ملايين يورو.
كما اشترك زوسكيند في كتابة العديد من المسلسلات التلفزيونية، والأفلام مثل «عن البحث عن الحب وإيجاده».
وكانت بداية شهرة زوسكيند في عام 1981, حين عرضت مسرحية «عازف الكونترباس» Der Kontrabass، وهي مونودراما من فصل واحد، وقد عرضت في الموسم المسرحي لعامي 1984\1985 أكثر من 500 عرض، وتعتبر بذلك أكثر المسرحيات عرضا في تاريخ المسارح الناطقة بالألمانية، وتعتبر كذلك من أهم المسرحيات في المسرح العالمي. والمسرحية مترجمة للغة العربية وقام بترجمتها المترجم المصري سمير جريس عن الألمانية مباشرة وصدرت عن إحدى دور النشر المصرية.

## أعماله
1. عازف الكونترباس 1981
2. العطر 1985
3. الحمامة 1987
4. ثلاث قصص 1995
5. حكاية السيد زومر 2003
6. عن الحب والموت 2006

## روابط خارجية
- باتريك زوسكيند على موقع IMDb (الإنجليزية)
- باتريك زوسكيند على موقع مونزينجر (الألمانية)
- باتريك زوسكيند على موقع ألو سيني (الفرنسية)
- باتريك زوسكيند على موقع ميوزك برينز (الإنجليزية)
- باتريك زوسكيند على موقع قاعدة بيانات الأفلام السويدية (السويدية)
- باتريك زوسكيند على موقع إن إن دي بي (الإنجليزية)
- باتريك زوسكيند على موقع ديسكوغز (الإنجليزية)
- باتريك زوسكيند على موقع قاعدة بيانات الفيلم (الإنجليزية)